# التنين الطائر
طائرة كريس التنين الطائر (بالألمانية: Dragon-flier) وهي طائرة تجارب صنعها فيلهلم كريس من سانت بطرسبرغ روسيا في النمسا-المجر سنة 1901، أثبت نجاحها خلال تجارب التدرج إلا أنها تحطمت بتاريخ 3 أكتوبر بسبب ضعف الطاقة الكافية لرفعها للطيران. وهي أول آلة طيران أثقل من الهواء، حيث تمكن من بناؤها بمنحة قدرها 5,000 كرون من القيصر فرانز جوزيف. بُنيت طائرة ذات هيكل كبير مفتوح الدعامات من أنابيب الصلب مع جناح أحادي السطح مثبت بثلاث مجموعات من الأسلاك وضعت جنبا إلى جنب على امتداد طوله. ووضعت الأجنحة على ارتفاعات متفاوتة مراعاة لمحور الطائرة الرئيسي لمنع التداخل الأيروديناميكي فيها وعجلاتها هي عوامتين من الألومنيوم مع عوارض قعر صلبة، لكي تتمكن الطائرة من الإقلاع والهبوط في الماء أو حتى الجليد. وترتبط الدفات الثلاث بعصا تحكم واحدة وأيضا لإعطاء التوجيه على الماء والهواء. أما المحرك فقد زودته ديملر لمحركات البنزين تشغل مراوح بشفرتين ذات نظام المثقابين، وهي أول محاولة لاستخدام محركات الاحتراق الداخلي لتشغيل طائرات أثقل من الهواء. ووضعت المراوح المغطاة بالخام ذات تصميم مراوح دافعة على أبراج فوق وعلى جانبي الجمالون الرئيسي بين المجموعة الثانية والثالثة من الأجنحة، وهي مصممة لتكون متعاكسة الدوران. وقد أثبت المحرك أنه سبب سقوط الطائرة. وكان كريس ينوي أن يصنع المحرك بطريقة خاصة، واحتسب احتياجه هو 37 ك.و ومحرك لا يتعدى وزنه 220 كجم. وعندما تبين أن تكلفة ذلك باهظة، اشترى محرك سيارة تم إنتاجها توا بحيث تعطي فقط 22 ك.و (30 حصان). لكن وزن المحرك تقريبا ضعف ما قدره كريس بحساباته. وقد أثبتت التجارب الأولية في الماء أوائل مارس 1901 أن مشكلة الضعف في نسبة القدرة إلى الوزن لها عواقب ليست جيدة. ومع ذلك، فقد أثبتت عناصر أخرى بأهميتها، حيث تمكن من السيطرة على الطائرة خلال تدْرُجها (بالإنجليزية: taxiing)‏ حتى خلال معاكسة الريح المقابلة. لم يتمكن كريس من استبدال المحرك، لذا فقد استمر في تجارب التدرج بالطائرة حتى توقف عن ذلك يوم 3 أكتوبر في بحيرة فينروالدسي في تولنرباخ حيث اضطر إلى الانحراف فجأة لتفادي مصد أمواج صخري. ونتيجة لتلك المناورة القاسية فقد تلفت دعامات إحدى الطوافات مسببة لطائرة التنين الطائر بالانقلاب والغرق.

## مواصفات
الخصائص العامة
- الطول:  ()
- باع الجناح:  ()
- الارتفاع:  ()

الأداء